# Bicske alsó
Bicske alsó je železniční zastávka v maďarském městě Bicske, které se nachází v župě Fejér. Zastávka byla otevřena v roce 1884, kdy byla zprovozněna trať mezi Budapeští a městem Komárom.

## Provozní informace
Zastávka má nástupiště z obou traťových kolejí. Ve stanici je možnost zakoupení si jízdenky a je elektrifikovaná střídavým proudem 25 kV, 50 Hz. Provozuje ji společnost MÁV.

## Doprava
Zastavují zde pouze osobní vlaky, které jezdí do Budapešti, Győru a Oroszlány. Projíždějí zde mezinárodní vlaky EuroCity a railjet.

## Tratě
Zastávkou prochází tato trať:
- Budapešť–Hegyeshalom–Rajka (MÁV 1)